# Vaporização residual

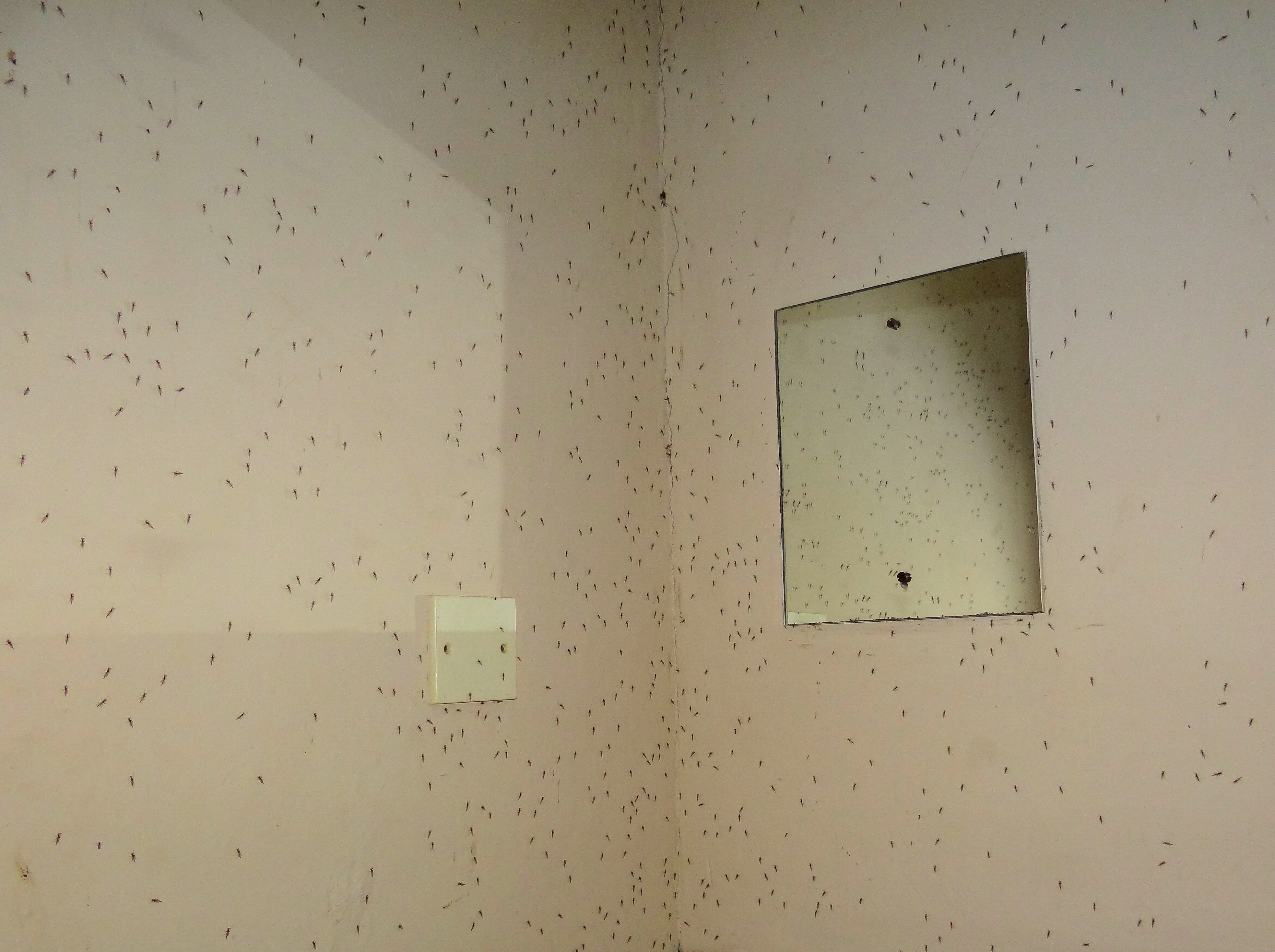
Paredes nas quais foi pulverizado DDT. Os mosquitos permanecem na parede até caírem mortos no chão.

A vaporização residual de espaços interiores (em inglês: Indoor residual spraying ou IRS) é o processo de vaporizar o interior de habitações com uma solução diluída de inseticida com a finalidade de matar os mosquitos que disseminam malária. Os mosquitos são mortos ou repelidos pelo inseticida, prevenindo a transmissão da doença. Em 2008 houve 44 países que recorreram à vaporização residual enquanto estratégia para controlo da malária.
A Organização Mundial de Saúde recomenda a vaporização residual enquanto um de três métodos principais de controlo da malária, sendo os outros o uso de redes mosquiteiras de quarto tratadas com inseticida e o tratamento imediato de casos confirmados com Terapia Combinada de Artemisinina (ACT).